# Ephel Brandir
Ephel Brandir («cercos de Brandir» en sindarin), también llamada simplemente el Ephel, era una cerca o empalizada que aparece en las obras de J. R. R. Tolkien ambientadas en la Tierra Media durante la Primera Edad. Bordeaba el poblado donde vivían los Hombres del bosque de Brethil, sobre la montaña de Amon Obel, en Beleriand.

## Historia
Debió ser construida por los Haladin en el siglo V de la Primera Edad del Sol, aunque otras fuentes señalen el siglo VI, pues fue allí donde fue llevado Túrin cuando cayó enfermo de dolor por la muerte de Finduilas de Nargothrond en el «Fiero Invierno» del 496 P. E. La fortaleza existente tras la empalizada era gobernada por Brandir, hijo de Handir.